# آراف‌ای چری‌لیف (۱۹۵۹)
آراف‌ای چری‌لیف (۱۹۵۹) (به انگلیسی: RFA Cherryleaf (1959)) یک کشتی بود که طول آن  ۵۴۴ فوت (۱۶۶ متر) بود. این کشتی  در سال ۱۹۵۳ ساخته شد.